# Cymatia
Cymatia is een geslacht van wantsen uit de familie duikerwantsen (Corixidae). Het geslacht werd voor het eerst wetenschappelijk beschreven door Flor in 1860.

## Soorten
Het genus bevat de volgende soorten:

- Cymatia americana Hussey, 1920
- Cymatia apparens (Distant, 1910)
- Cymatia bonsdorffii (C. Sahlberg, 1819)
- Cymatia coleoptrata (Fabricius, 1777)
- Cymatia nigra Hungerford, 1947
- Cymatia rogenhoferi (Fieber, 1864)